# (9020) Eucryphia
(9020) Eucryphia (1987 SG2) – planetoida z pasa głównego asteroid okrążająca Słońce w ciągu 4,12 lat w średniej odległości 2,57 au. Odkryta 19 września 1987 roku.